# 770
سنة 770 م كانت سنة بسيطة تبدأ يوم الإثنين (الرابط يظهر نموذج التقويم الكامل للسنة) من التقويم اليولياني. بدأت تسمية السنة ب770 منذ العصور الوسطى المبكرة، عندما أصبح تقويم أنو دوميني هو الأسلوب السائد في أوروبا لتسمية السنوات.

## مواليد
- سليمان بن عبد الرحمن التميمي
- أبو عبيد القاسم بن سلام

## وفيات
- أبان بن صمعة أحد رواة الحديث النبوي، من تابعي التابعين
- خازم بن خزيمة التميمي أمير وقائد كبير في الدولة العباسية.
- ابي نو ناكامارو كاتب ياباني
- الإمبراطورة شوتوكو
- ثورينغبرت، كونت هيسباي
- دو فو شاعر صيني